# Raymond Wagner
Remy Wagner, també conegut com a Raymond Wagner, (Dudelange, 10 de novembre de 1921 - Lullange, 24 de setembre de 1997) fou un futbolista i dirigent esportiu luxemburguès.
Nascut a Dudelange el 10 de novembre de 1921, Wagner es dedicà al futbol. Va ser un dels seleccionats per competir amb Luxemburg als Jocs Olímpics de Londres de 1948. Després de derrotar a l'Afganistan per 6-0 en la fase preliminar, el conjunt centreeuropeu va quedar eliminat en primera ronda contra Iugoslàvia (6-1). Wagner va representar la selecció entre el 1946 i el 1950.
Entre el 1981 i el 1986 fou President de la Federació Luxemburguesa de Futbol.